# Odal
Als Odal bezeichnet man heute in Nordeuropa und auf den Orkney (hier Udal law genannt) den Teil des Grundbesitzes, der sich im Mittelalter über lange Zeit oder über Generationen im Besitz einer Familie befand und damit dem Odalsrecht unterlag.

## Wortherkunft
Die Etymologie des Begriffs Odal ist nicht restlos geklärt. Im älteren Futhark gibt es eine Rune mit Namen Othala, in der Salzburg-Wiener Alkuin–Handschrift utal genannt, die mit Grundbesitz in Verbindung steht. Sie wurde aber auch als Begriffsrune verwendet und stand in isländischen und angelsächsischen Handschriften als Abkürzung für „Besitz, Heimat“.
Die ältere Forschung (Jakob Grimm u. a.) hielten die Bedeutung Stammgut, Erbgut, Erbbesitz für die ursprüngliche Bedeutung des Wortes Odal. Diese Deutung stützte sich auf die skandinavische Verwendung des Wortes. Doch in den kontinentalgermanischen Dialekten lässt sich diese Bedeutung nirgends sicher nachweisen.
Ob das Wort Adel mit dem Wort Odal verwandt ist, ist Gegenstand einer langen wissenschaftlichen Kontroverse. Neckel wollte eine völlige Identität dieser Begriffe darlegen. Kauffmann schloss aus der Wortähnlichkeit, dass Odal Stammgut eines adligen Geschlechtes sei. Dem wird entgegengehalten, dass zu Beginn der Überlieferung den Verfassern die Wortverwandtschaft längst nicht mehr gegenwärtig war. Außerdem könne aus solchen Ableitungen nicht hergeleitet werden, dass es überhaupt einen ur- oder gemeingermanischen Adel gegeben hat. Behaghel bestritt sogar jeglichen Zusammenhang zwischen den Wörtern „Odel“ und „Adel“. Werner Conze hielt aber an einer Verwandtschaft der Begriffe fest, desgleichen die derzeit führenden etymologischen Wörterbücher des Deutschen, nämlich Kluge/Seebold und Pfeifer.
Die Verbindung zwischen „Odal“ und „Adel, edel“ wurde dahingehend interpretiert, dass bei der Entstehung des Adels der Grundbesitz eine entscheidende Rolle gespielt habe. Dies entsprach dem Stand der historischen Forschung im 19. und zu Beginn des 20. Jahrhunderts. Doch diese Verbindung zwischen Adel und Grundbesitz lässt sich heute nicht mehr aufrechterhalten. Der Adel gründete sich nicht auf wirtschaftliche Elemente, sondern auf Teilhabe an der Macht im Sinne von Herrschaft über Menschen.
Es ist zwischen dem nordgermanischen und dem westgermanischen Odal zu unterscheiden. In den nordischen Belegen wird das Wort als Neutrum im Singular und Plural verwendet und bedeutet nur dort „Stammgut“. Im Althochdeutschen und Altenglischen wird das Wort dagegen fast ausschließlich im Singular und außerdem sowohl im Neutrum als auch im Maskulinum verwendet und hat dort die Bedeutung „Land, Vaterland, Reichtum“. Der Begriff deckte ursprünglich drei Bereiche ab: 1. Erbgut, Erbbesitz, dann Stammgut; 2. Besitz, Vermögen, Abgabe; 3. Heimat, Land, Vaterland, auch Herkunftsort, Abkunft. In althochdeutschen Texten kommt ōdhil meist mit der Bedeutung des lateinischen „patria“ vor. Diese Bedeutung ist auch im Altfriesischen und Altenglischen die häufigste. Aber aus all den Befunden lässt sich die ursprüngliche Bedeutung nicht mit Sicherheit bestimmen.

## Inhalt
Mit dem Begriff des Odal ist die Verfügungsbeschränkung des Grundeigentümers verbunden. In aller Regel, aber nicht notwendig, hatte der Mannesstamm eine Vorzugsstellung in Bezug auf das Odals-Land. Diese besondere Beziehung zwischen Land und Familie gibt es in allen Kulturen auf der ganzen Welt. Hier wird aber nur der nordeuropäische Raum behandelt, in dem das Wort Odal wurzelt. Im Gegensatz zum Odal konnte der Eigentümer eines Allods frei darüber verfügen.

### Skandinavien
Kern des skandinavischen Odals war das Vorkaufsrecht der Verwandten. Sollte Odals–Land verkauft oder verpachtet werden, so musste das Land zunächst den in direkter Erbfolge stehenden Verwandten (oðalsnautar) angeboten werden. Andernfalls hatten diese ein Einlösungsrecht. Odalsgut konnte beim Erbgang geteilt werden, aber jeder Erbe hatte am gesamten Odalsgut den gesetzlichen Vorkaufsanspruch. Das Odal genoss gegen Ansprüche der Kirche und des Königs aus Bußzahlungen und Konfiskationen besonderen Schutz. Der Gegensatz zum Odal bildete das Kaufgut (kaupajörð). Im Gulathingslov befasst sich das gesamte achte Buch mit den Regelungen des Odals.
Dänemark kannte kein spezielles Odalsrecht. Allerdings gab es allgemeine Bestimmungen über das Grundstückseigentum, die Elemente des Odalsrechtes ohne spezielle Terminologie enthielten. Sie werden unter dem Begriff Lovbydelse (gesetzliches Gebot) zusammengefasst. Es handelte sich dabei um Bestimmungen, nach denen ererbtes Land im Falle eines Verkaufs zunächst den Verwandten anzubieten sei. Die älteste überlieferte Bestimmung findet sich im Skånske Lov (Schonisches Recht). Dort ist geregelt, dass ein Verstoß gegen das Gebot, Grundstücke vor dem Verkauf zunächst den Verwandten anzubieten, nicht dazu führt, dass diese das Land vom Käufer herausverlangen können. Vielmehr haben sie sich ausschließlich an den Verkäufer zu halten. In Eriks sjællandske Lov (Gesetz Eriks für Seeland) wird allerdings ein solcher Herausgabeanspruch mit einer Verjährungsfrist von drei Jahren festgeschrieben. Das Jyske Lov (Jütländische Recht) enthielt einen zeitlich unbegrenzten Herausgabeanspruch. Mitte des 16. Jahrhunderts wurde der Adel von diesen Bestimmungen freigestellt. Förmlich aufgehoben wurden sie 1926.
In Norwegen lässt sich der Begriff des Odals schon sehr früh nachweisen. Harald Hårfagre konfiszierte sämtliche Odalsgüter („óðul öll“) der unterworfenen Gebiete. Dann bedeutete Odal das gesamte norwegische Reich, das als Erbeigen des Königs angesehen wurde. In der Hirðskrá wird das norwegische Reich ausdrücklich als das Odal des Königs bezeichnet. Eine Schlüsselstellung hatte im Bereich der Bauernschaft das Erbrecht. Land, das vererbt wurde, wurde zum Odal.
Im Gulathingslov werden die Landgüter aufgezählt, die als Odal zu gelten haben:
- Das erste ist das, welches von Mann zu Mann durch mehrere Generationen gegangen ist.
- Das ist das zweite, das als Mannsbuße gezahlt worden ist.
- Das ist das dritte, das als Branderbe genommen worden ist.[15]
- Das ist das vierte, das als Ehrengabe geschenkt worden ist.[16]
- Das ist das fünfte, das als Lohn für eine Bewirtung vom König geschenkt worden ist.
- Das sechste ist Lohn für die Kindeserziehung.
- Das siebte, wenn jemand sein Erbland in andere Grundstücke tauscht.[17]

Über die Zeit, in der ein Land im Besitz einer Familie sein muss, um ein Odal zu werden, gab es unterschiedliche Festlegungen. Im Gulathingslov werden fünf Generationen verlangt. Robberstad meint, diese Regelung sei mit Einführung des Christenrechts auf dem Mostrathing zwischen 1024 und dem Laterankonzil 1215 entstanden. Denn das waren die fünf Generationen, die den Verwandtschaftsgrad festlegten, innerhalb dessen man nach dem Christenrecht nicht heiraten durfte. Das Laterankonzil änderte diesen Verwandtschaftsgrad. Nach dem Frostathingslov waren nur drei Generationen nötig. Das spricht dafür, dass diese Regelung nach 1215 entstanden ist, als die Ehe bis zu diesem Verwandtschaftsgrad möglich wurde. Das Landslov des Königs Magnus lagabætir nennt den Zeitraum von 60 Jahren oder länger im Besitz einer Familie. Dort ist auch vom óðalshaugr die Rede, einem Grabhügel, in dem ein Mann lag, auf den der Bauer seinen Stammbaum zurückführen konnte. Dies war ein Zeichen dafür, dass das betreffende Gebiet zu seinem Odal gehörte. Daraus schließt Robberstad, dass die Entstehung des Odalsrechtes in Norwegen mit dem Ahnenkult zusammenhänge.
Zunächst konnte das Odal nur im Mannesstamm weitergegeben werden. Im 12. Jahrhundert wurden die Rechte der Frauen gestärkt, indem auch „Ringfrauen“ odalsberechtigt wurden.
Die Odalserben konnten das Odal auch zur gesamten Hand als Ganerben besitzen.
Später handelten 12 Kapitel 5. Buches des Gesetzbuches Christians IV. von 1604 vom Odalsrecht. Christian V. behandelte in seinem Gesetz vom 15. April 1687 das Odalsrecht in Kap. 13 des 3. Buches. Dieses Gesetz galt bis zum „Lov om odelsretten og åsetesretten“ vom 26. Juni 1821. Dabei ging es im Wesentlichen um die Dauer des Eigenbesitzes für die Ersitzung eines Grundstücks oder einer Sache. Christian V. setzte die Dauer des Eigenbesitzes auf 20 Jahre fest. Mit Verordnung vom 14. Januar 1771 wurde die Ersitzungszeit auf 10 Jahre, das Rückkaufsrecht auf 15 Jahre herabgesetzt.
Auch in Schweden gab es ein besonderes Odalsrecht. Im iorþær balker (über Grundstücke) des äldre Västgötalag gibt es eine spezielle Regelung über die Odalsteilung (2, 14). Im Upplandslag wird oþal verwendet, um das vom Vater ererbte Gut vom neu erworbenen zu unterscheiden. Es gab auch das Oþol vatn, also eine rechtliche Einordnung von Gewässern unter das Odalrecht. Der Odalbauer wird schließlich mit dem Steuer-Bauern (Skattebonde) gleichgestellt und so vom Adels- und Königsbauern unterschieden. Für den Verkauf von Odalsgut war das „Bördsrett“ (≈ Anerbenrecht) einschlägig, das den Familienmitgliedern ein Vorkaufsrecht am Grundbesitz einräumte. Das Odalsrecht wurde im 19. Jahrhundert abgeschafft.
Für das alte Island ist der Ausdruck „Odal“ nicht belegt. Vielmehr verwendete man das Wort „aðalból“ = Haupt-Gehöft, später Höfuðból. So hatte der Vormund eines Unmündigen zur Begleichung von Forderungen gegen diesen zunächst dessen Pachtland und Nutzungsrechte zu verkaufen und musste, falls er trotzdem das Stammgut verkaufen musste, nachweisen, dass er den höchstmöglichen Preis erzielt habe. Andernfalls konnte der Unmündige nach Erreichen der Mündigkeit das verkaufte Gut wieder herausverlangen. Hinter diesem Ausdruck verbirgt sich also ein besonderer Schutz des Familienvermögens. Allerdings wurde dieser nicht so streng gehandhabt wie in Norwegen. Denn der Grundbesitz war das wichtigste Kapital in Island, so dass eine zu große Einschränkung des Grundstücksverkehrs die Wirtschaft zu stark behindert hätte. Der Schutz bezog sich daher zum Beispiel nur auf Landstücke, die größer waren als in Norwegen. Man beschränkte sich eher auf den prinzipiellen Schutz der Erbmasse und betrieb die ökonomische und soziale Gleichstellung zwischen Ehepartnern. Die Einführung des Kirchenzehnten führte zu einer Bewertung des gesamten Grundbesitzes und des Weiteren dazu, dass die Familien versuchten, den Großgrundbesitz möglichst lange in der Familie zu halten gegen die Bestrebungen der Kirche, die Oberhoheit über allen Grundbesitz, mit denen die Eigenkirchen ausgestattet waren, zu erlangen.
Mit dem Gesetzbuch Járnsíða kam der Rechtsbegriff Óðal 1271 auch in die isländische Rechtstradition. Sagastellen mit dem Begriff Odal beziehen sich auf die Zeit vor der Besiedlung Islands. Es wurden ältere norwegische Vorbilder übernommen. Das Odalsgut konnte im Falle einer Konfiskation binnen zehn Jahren eingelöst werden. Als das Gesetz Jónsbók mit einem eigenen Odalskapitel in Island eingeführt wurde, kam es zum Vorkaufsrecht naher Verwandter. Dagegen wandte sich besonders der Bischof von Skálholt, da das Vorkaufsrecht die Akkumulation von Grundbesitz in der Hand der Kirche behinderte. Doch die Bauern bestanden auf dieser Regelung. Der älteste Text des Odalskapitels ist aus dem 16. Jahrhundert überliefert. Es handelt sich aber um Bearbeitungen früherer Gesetze gleichen Inhalts. Das älteste Diplom, in dem das Wort „Óðal“ verwendet wird, ist eine königliche Bestätigung der Belehnung von Magnus Eriksson 1375 mit Grundbesitz in Island, „soweit diese Grundstücke nicht ein Odal der Krone sind“.

### Altengland
Bei den Angelsachsen war der Eigentümer eines éðel ebenfalls Verfügungsbeschränkungen unterworfen und dem Mannesstamm eine Vorzugsstellung beim Erwerb von Odalsbesitz eingeräumt. Aber schon während des 8. Jahrhunderts gab es neben dem gesetzlichen éðel bei ihnen auch ein gestiftetes Stammgut, ähnlich dem Familienfideikommiss.

### Orkney und Shetlands
In der Orkneyinga saga wird berichtet, dass der Jarl Torv–Einar in der Zeit Harald Hårfagrs das Odel (hier als Udal Law bezeichnet) aller Bauern bekam und der Jarl Sigurd Digre es den Bauern zurückgab. Weiterhin berichtet die Saga, dass Jarl Ragnvald Kolsson den Bauern gestattete, ein Recht auszulösen, das ihn zum Erben aller Odelsgüter der Bauern machte. Offenbar handelt es sich hier um normales Eigentumsrecht. In der „Pfandzeit“ galt auf den Orkneys norwegisches Recht. Shetlands Thingbok (Court book) von 1602 bis 1604 zeigt, dass Magnus lagabætirs Gesetzbuch dort zu dieser Zeit galt. 1604 wurde auf dem Gesetzesthing bestimmt, dass, wer Grund und Boden verkaufen wollte, diesen zunächst dem nächsten Verwandten anzubieten hatte. Wollte es der Verwandte nicht kaufen, so musste es zum gleichen Preis dem Jarl angeboten werden. 1611 wurde das norwegische Recht auf den Orkney und den Shetlands weitgehend durch das schottische Recht ersetzt.

### Färöer
Auf den Färöern galt ebenfalls norwegisches Recht. Die Ausgabe des Gulathingslov von Magnus lagabætir war dort verbindlich. Das Buch ist in der ersten Hälfte des 14. Jahrhunderts geschrieben und wurde „Kongsbok“ genannt und befindet sich heute in der Königlichen Bibliothek in Stockholm. Es gibt auch eine färöische Abschrift von 1571 nach der ersten Übersetzung des Gesetzbuches auf Dänisch. Dort ist das Kapitel „Odelsbolken“ übernommen. Im färöischen Thingbuch findet sich eine Odelsentscheidung von 1622.

### Deutschland
Mit dem im September 1933 erlassenen Reichserbhofgesetz wollten die nationalsozialistischen Initiatoren das altgermanische Odal wiedererstehen lassen.

## Gegenwart
Ein besonderes Odalsrecht gibt es in Europa nur noch in Norwegen und Island sowie auf den Orkney und den Shetlands.
In Norwegen garantiert die Verfassung von 1814 in § 107 den Fortbestand des Odalsrechtes. Dieses wurde durch Gesetz vom 28. Juni 1974 geändert, indem Frauen, die nach dem 1. Januar 1965 geboren sind, den männlichen Odalsberechtigten gleichgestellt wurden und das Odals-Erbrecht auf Neffen und Nichten begrenzt wurde. Dies ist die heutige Rechtslage in Norwegen. Grund für die Beibehaltung des Odalsrechtes und des damit verbundenen Anerbenrechtes ist die Aufrechterhaltung der landwirtschaftlichen Nutzungsstruktur innerhalb des Familienbesitzes.
Nach § 2 des Odals-Gesetzes muss ein Odal mindestens 20.000 m² groß sein, oder es muss soviel sonstige Fläche oder Rechte an Flächen dazugehören, dass der produktive Wert dem von 20.000 m² entspricht. Wald muss mindestens einen produktiven Wert von 100.000 m² entsprechen und landwirtschaftliche Flächen unter 5.000 m² werden nie als solches gerechnet. Es muss sich zudem seit mindestens 20 Jahre im Besitz der Familie befinden.
Das Odalsrecht geht auf den Erben über, wenn er geboren wurde, bevor das Land auf einen nicht Odalsberechtigten übergegangen ist. Das Odal erhält das älteste Kind. Der Ehepartner erhält nicht das Odal des verstorbenen Gatten. Wer ein Odal erhält, ist zum Weiterbetrieb der Landwirtschaft und zum Aufenthalt auf dem Odal verpflichtet (Odalspflicht). Dem kann er sich durch Verkauf an den Meistbietenden entziehen. Die ihm nachstehenden Odalsberechtigten können aber in diesem Falle das Odal zur Odalstaxe erwerben (Odalsløsning = Vorkaufsrecht zum taxierten Preis). Der Interessent muss seinen Anspruch auf Übernahme binnen eines Jahres anmelden. Damit erwirbt der Übernehmer die Pflicht, binnen eines Jahres dort hinzuziehen und für 10 Jahre Landwirtschaft zu betreiben. Es kann auch einem anderen Landwirt zur landwirtschaftlichen Nutzung überlassen werden. Dazu gibt es zahlreiche Modifikationen und Einzelbestimmungen bis hin zur Befreiung aus dem Odal. 2003 wurde eine Kommission eingesetzt, die ein Gutachten über die Frage erarbeiten sollte, ob das Odals- und Anerbenrecht erhalten bleiben solle. Die Kommission empfahl die Beibehaltung der Rechtslage mit einigen Erleichterungen für den Grundstücksverkehr.
In Island ist das Odalsrecht (Ættaróðal) nicht mehr in Gesetz.
Die letzte Regelung war in Jarðalög 1976 nr. 65 31. maí im IV. Kapitel § 30 unter dem Titel „Vorkaufsrecht“ (Forkaupsréttur) und im VII. Kapitel §§ 47 ff. unter der dem Titel „Über Odalsland“ (Um óðalsjarðir) mit kleinen Änderungen im Lög nr. 90/1984 und später 1995 und 1996 geregelt.
Auf Orkney und den Shetlands gilt das „Udal law“ über den Inhalt des Eigentumsrechtes am Boden. Es entspricht dem norwegischen Recht von König Magnus lagabætir. Die schottische Rechtsprechung hält das Udal Law für geltendes Recht. Dies spielt für die Verlegung von Pipelines und Kabeln noch heute eine entscheidende Rolle.

## Gesellschaftliche Bedeutung
Der Besitz von Odalsland verlieh dem Bauern (Odalsbauer) eine gegenüber anderen Freien hervorgehobene gesellschaftliche Stellung. Er hatte in der Thingversammlung und im Rechtsleben den höchsten Rang inne. Dies galt allerdings nicht für die in dieser Hinsicht egalitäre Gesellschaft Islands, wohl aber für Schweden.

## Weitere ähnliche Rechtsinstitutionen in der Schweiz
Dem Odal ähnliche Rechtsinstitutionen von Familien-Eigentum mit beschränkter Handelbarkeit und Bevorzugung der näheren Verwandtschaft bei Erbfolge ist das auch im Adel früher beliebte und heute in Mitteleuropa wie z. B. der Schweiz heute nicht mehr errichtbare Rechtsinstitut des Fideikommisses. Bestehende Fideikommisse sind rechtlich anerkannt, können aber mit Zustimmung aller Berechtigten von diesen aufgehoben werden. Das schweizerische Zivilgesetzbuch von 1907 führte sogar ein weiteres ähnliches Rechtsinstitut, die Heimstätte, ein, die nicht belehnt und frei gehandelt werden konnte und so als unveräußerbares Familieneigentum ein Mittel zur Vermeidung von totaler Verarmung einer Familie sein sollte. Während einzelne Fideikommisse in der Schweiz bis heute noch existieren, sind Heimstätten wegen ihrer fehlenden Attraktivität trotz rechtlicher Möglichkeit praktisch nie errichtet worden.